# 曹雅直
曹雅直（英語：George Stott，1835年4月13日—1889年4月21日）是一位英国基督教传教士，受中国内地会差遣前往中国温州传教。
虽然身体有残疾，但是曹雅直是一位非常成功的传教领袖。他和循道公会的苏慧廉，都为基督教在中国浙江温州赢得大批信徒奠定了基础。

## 早年
曹雅直出生于苏格兰阿伯丁郡Belhelvie。父亲约翰·斯托特是当地的农民，母亲简·安德森。 曹雅直早年务农，19岁时膝盖受重伤，两年后左腿被迫截肢。这时，他在无助中转向福音。此后他在学校教书，成了苏格兰自由教会的活跃成员。

## 在华传教
1865年初，曹雅直从朋友那里获悉戴德生正为他创办的中国内地会招募先锋传教士，前往中国传教。他前去应召。当时戴德生告诉他，任何团体都不可能派一位截肢者到外国去开创工作。但是曹雅直回答说：“因为我没有看到那些两条腿的去，所以我必须去。”（" I do not see those with two legs going, so I must."）
他被录取了，安装了一个新的假肢，在1865年10月4日，与范约翰（J. W. Stevenson）夫妇，一同启航前往中国。1866年2月6日抵达上海。2月10日抵达宁波。。曹雅直先在宁波住了十八个月，学习方言，后来于1867年11月与蔡文才（Mr. J.A.Jackson）一道来浙江省南部的港口城市温州。他是第一位进入温州的宣教士，被当地人称为“独脚番人”。
温州城最古老的教堂花园巷教堂，就是由曹雅直创建，在历经10年艰苦经营后，建于1877年，作为他工作的见证。1884年10月，温州发生甲申教案，全城6座该堂全部被焚毁，曹雅直夫妇住所被烧，仅存性命，但仍然坚持留了下来。1890年重建花园巷教堂。温州市博物馆藏有1884年12月的曹雅直为内地会花园巷教堂的租地契约。
曹雅直首先带到温州的基督福音，在那里生根结果。温州今天被称为“中国的耶路撒冷”，因为温州全市人口中，至少有100多万为基督徒，占人口的15%。
曹雅直于1889年回国探亲，于4月21日复活节早晨6点半，在法国戛纳格拉斯路去世。